# Phare de l'île St. Peters
Le phare de l'île St. Peters (en anglais : St. Peters Island Lighthouse) est un phare situé  sur une petite île dans l'entrée ouest du port de Charlottetown dans le Comté de Queens (Province de l'Île-du-Prince-Édouard), au Canada.
Ce phare est géré par la Garde côtière canadienne .

## Histoire
Le phare a été à l'origine construit à l'extrémité ouest de l'Île St. Peter. Il a été déplacé, en 1984, à son emplacement actuel. La lumière avait été transférée temporairement, en 1964, sur le sommet d'un cylindre métallique peint avec des bandes horizontales rouges et blanches.

## Description
Le phare est une tour pyramidale en bois de 9 m de haut, avec une galerie carrée et une lanterne carrée rouge. Il émet, à une hauteur focale de 21 m, un éclat blanc toutes les 5 secondes. Sa portée nominale est de 8 milles nautiques (environ 15 km).
Identifiant : ARLHS : CAN-481 - Amirauté : H-0996 - NGA : 8216- CCG : 1007 .

## Caractéristique duFeu maritime
Fréquence : 5 secondes (W)
- Lumière : 1 seconde
- Obscurité : 4 secondes

### Lien connexe
- Liste des phares de l'Île-du-Prince-Édouard